# Snyder (Familienname)
Snyder ist ein Familienname. Zu Herkunft und Bedeutung siehe Schneider.

### A
- Adam W. Snyder (1799–1842), US-amerikanischer Politiker
- Allan Snyder (Schauspieler) (1914–1994), US-amerikanischer Schauspieler
- Allan Snyder (Neurowissenschaftler) (* 1942), australischer Neurowissenschaftler
- Amberley Snyder (* 1991), US-amerikanische Rodeoreiterin und Motivationstrainerin

### B
- Blake Snyder (1957–2009), US-amerikanischer Autor, Drehbuchautor und Filmproduzent

### C
- Charles P. Snyder (1847–1915), US-amerikanischer Politiker

### D
- Dan Snyder (1978–2003), kanadischer Eishockeyspieler
- Dana Snyder (* 1973), US-amerikanische Schauspielerin
- Daniel Snyder (* 1965), US-amerikanischer Unternehmer und Besitzer des NFL-Teams Washington Redskins
- David L. Snyder (* 1944), US-amerikanischer Filmarchitekt
- Deborah Snyder (* 1963), US-amerikanische Filmproduzentin
- Donald Snyder (General) (1936–2023), US-amerikanischer Offizier
- Donald Snyder (Politiker) (1951–2023), US-amerikanischer Politiker

### E
- Eddie Snyder (Edward Abraham Snyder; 1919–2011), US-amerikanischer Komponist und Liedtexter
- Edward Snyder (1895–1982), US-amerikanischer Kameramann und Spezialeffektkünstler
- Elizabeth B. Snyder (1923–2022), deutsche Künstlerin

### G
- Gary Snyder (* 1930), US-amerikanischer Schriftsteller
- Gene Snyder (1928–2007), US-amerikanischer Politiker
- George W. Snyder (1780–1841), Uhrmacher und Erfinder
- Gordon Snyder (1924–2005), kanadischer Politiker

### H
- Hartland Snyder (1913–1962), US-amerikanischer Physiker
- Homer P. Snyder (1863–1937), US-amerikanischer Politiker

### I
- Isabel Snyder (* vor 1984), Schweizer Fotografin

### J
- JJ Snyder (Jennifer Jean Snyder; * 1972), US-amerikanische Schauspielerin, Synchronsprecher, Journalistin und Moderatorin
- John Snyder (Politiker) (1793–1850), US-amerikanischer Politiker
- John Snyder (Schauspieler) (* 1950), US-amerikanischer Schauspieler
- John Buell Snyder (1877–1946), US-amerikanischer Politiker, siehe J. Buell Snyder
- John Joseph Snyder (1925–2019), US-amerikanischer Geistlicher, Bischof von Saint Augustine
- John W. Snyder (1895–1985), US-amerikanischer Unternehmer und Politiker

### K
- Katelin Snyder (* 1987), US-amerikanische Ruderin, siehe Katelin Guregian
- Kerala J. Snyder (* 1936), US-amerikanische Musikwissenschaftlerin und Organistin
- Kim A. Snyder, US-amerikanische Filmregisseurin, Filmproduzentin, Drehbuchautorin und Filmemacherin
- Kirk Snyder (* 1983), US-amerikanischer Basketballspieler
- Kyle Snyder (Baseballspieler) (* 1971), US-amerikanischer Baseballspieler
- Kyle Snyder (* 1995), US-amerikanischer Ringer

### L
- Larry Snyder (Leichtathletiktrainer) (Lawrence Snyder; 1896–1982), US-amerikanischer Leichtathlet und Leichtathletiktrainer
- Larry Snyder (Jockey) (Larry Lloyd Snyder; * 1942), US-amerikanischer Jockey
- Lester L. Snyder (1894–1968), US-amerikanischer Ornithologe
- Liza Snyder (* 1968), US-amerikanische Schauspielerin
- Lucy A. Snyder (* 1977), US-amerikanische Autorin
- Louis Leo Snyder (1907–1993), US-amerikanischer Historiker und Hochschullehrer

### M
- Melvin C. Snyder (1898–1972), US-amerikanischer Politiker
- Meredith P. Snyder (1858–1937), US-amerikanischer Politiker

### N
- Noel Snyder (* 1938), US-amerikanischer Ornithologe

### O
- Oliver P. Snyder (1833–1882), US-amerikanischer Politiker

### Q
- Quin Snyder (* 1966), US-amerikanischer Basketballtrainer

### R
- Renee Snyder (* 1980), US-amerikanische Handballspielerin
- Richard C. Snyder (1916–1997), US-amerikanischer Politikwissenschaftler
- Rick Snyder (* 1958), US-amerikanischer Politiker
- Robert Snyder (1916–2004), US-amerikanischer Dokumentarfilmer
- Robert H. Snyder (1855–1905), US-amerikanischer Politiker
- Robyn Snyder, Filmproduzentin

### S
- Samuel S. Snyder (1911–2007), US-amerikanischer Informatiker, Kryptoanalytiker und Computerpionier
- Scott Snyder (* 1976), US-amerikanischer Schriftsteller
- Simon Snyder (1759–1819), US-amerikanischer Politiker
- Solomon H. Snyder (* 1938), US-amerikanischer Neurowissenschaftler
- Suzanne Snyder (* 1962), US-amerikanische Filmschauspielerin

### T
- Tara Snyder (* 1977), US-amerikanische Tennisspielerin
- Terry Snyder (1916–1963), US-amerikanischer Jazz- und Unterhaltungsmusiker
- Timothy Snyder (* 1969), US-amerikanischer Historiker und Professor
- Tom Snyder (1936–2007), US-amerikanischer Fernsehmoderator

### V
- Vic Snyder (* 1947), US-amerikanischer Politiker
- Virgil Snyder (1869–1950), US-amerikanischer Mathematiker

### W
- Warren Snyder (1903–1957), kanadischer Ruderer und Mediziner
- Wayne Snyder, US-amerikanischer Informatiker
- William E. Snyder (1901–1984), US-amerikanischer Kameramann
- William L. Snyder (1918–1998), US-amerikanischer Filmproduzent

### Z
- Zack Snyder (* 1966), US-amerikanischer Regisseur
- Zilpha Keatley Snyder († 2014), US-amerikanische Kinder- und Jugendbuchautorin